# Józef Czuchra
Józef Czuchra ps. „Orski”, „Mnich”, „Bogumił”, „Podhalanin” (ur. 4 marca 1911 w Białobrzegach, zm. 31 marca 1945 w Rzeszowie) – porucznik czasu wojny, dowódca oddziału partyzanckiego NOW i AK w Rzeszowskiem.

## Życiorys
Urodził się 4 marca 1911 w Białobrzegach (od 1926 dzielnica Krosna) jako syn Andrzeja i Stanisławy Kubackiej. Po ukończeniu krośnieńskiej szkoły tkackiej i odbyciu służby wojskowej w latach 1930–1931 w Przemyślu, rozpoczął pracę w fabryce wyrobów lnianych „Lnianka” w Krośnie. Był członkiem Zjednoczenia Zawodowego „Praca Polska” i Stronnictwa Narodowego. W styczniu 1941 związał się z NOW, lecz wkrótce – pod wpływem swojego przyrodniego brata – przeszedł do Tajnej Organizacji Wojskowej. Od lutego 1943, po scaleniu TOW z AK, stanął na czele oddziału dyspozycyjnego rejonu Kedywu OP-15. Był wówczas trzykrotnie aresztowany przez Gestapo. Brał udział w akcjach likwidacyjnych konfidentów działających na rzecz Niemców, wykonywanych wskutek wydania wyroków przez Wojskowy Sąd Specjalny. W dniu 28 czerwca 1943 w wyniku konfliktów z dowódcą Kedywu, Zenonem Sobotą, przeszedł ze swoim oddziałem do NOW. Po akcji scaleniowej NOW z AK, został 1 września 1943 dowódcą pierwszego w Inspektoracie AK Jasło oddziału partyzanckiego OP-11. W czasie akcji „Burza” od czerwca 1944 jego oddział wchodził w skład zgrupowania partyzanckiego OP-23 „Południe” (oddział Czuchry zasilił zgrupowanie dwoma plutonami). Józef Czucha w stopniu porucznika czasu wojny pełnił funkcję zastępcy dowódcy Zgrupowania „Południe” kpt. Adama Winogrodzkiego. W wyniku nieporozumień z dowódcą kpt. Winogrodzkim (ich konflikt ujawnił się już wcześniej w 1943) 9 (na wzgórzu Jawornik) / 11 sierpnia 1944 opuścił zgrupowanie (kpt. Winogrodzki złożył zeznania świadczące o dezercji Czuchry wraz z bronią mimo rozkazu odejścia na zachód; w tej sprawie wszczęto dochodzenie i przygotowywano akt oskarżenia do Wojskowego Sądu Specjalnego), a wkrótce potem – po wkroczeniu wojsk sowieckich na ziemie polskie - rozwiązał swój oddział. Poszukiwany przez NKWD i UB, wymknął się 4 listopada 1944 z zorganizowanej na siebie obławy, zabijając kapitana NKWD i ciężko raniąc drugiego enkawudzistę. Powrócił do działalności konspiracyjnej i do wiosny 1945 przeprowadził kilka akcji zbrojnych. W Jaćmierzu schronienia udzielał mu Józef Stachowicz. Józef Czuchra był żonaty (żona przebywała w Krośnie).
Władze SN, w dyspozycji którego pozostawał, poleciły mu opuścić teren Podkarpacia. W czasie przygotowań do wyjazdu, został aresztowany 31 marca 1945 r. przez UB w Rzeszowie. Został przewieziony do siedziby WUPB, gdzie w czasie przesłuchania zaatakował oficera śledczego, zabrał mu pistolet, zastrzelił go i wybiegł z gmachu; ranił także jednego ze strażników. Podczas próby ucieczki został zastrzelony przez wartownika. Naocznym świadkiem jego śmierci był aresztowany wspólnie z nim Jan Radożycki ps. „Owczarek”. W swoich wspomnieniach pt. Aby o nich nie zapomniano Radożycki pochlebnie wyrażał się o „Orskim”, wskazując jego zalety oraz m.in. organizowanie akcji przeciw Niemcom w taki sposób, aby nie skutkowały następnie represjami wobec ludności polskiej (np. dokonywanie działań w przebraniu żołnierzy Wehrmachtu).

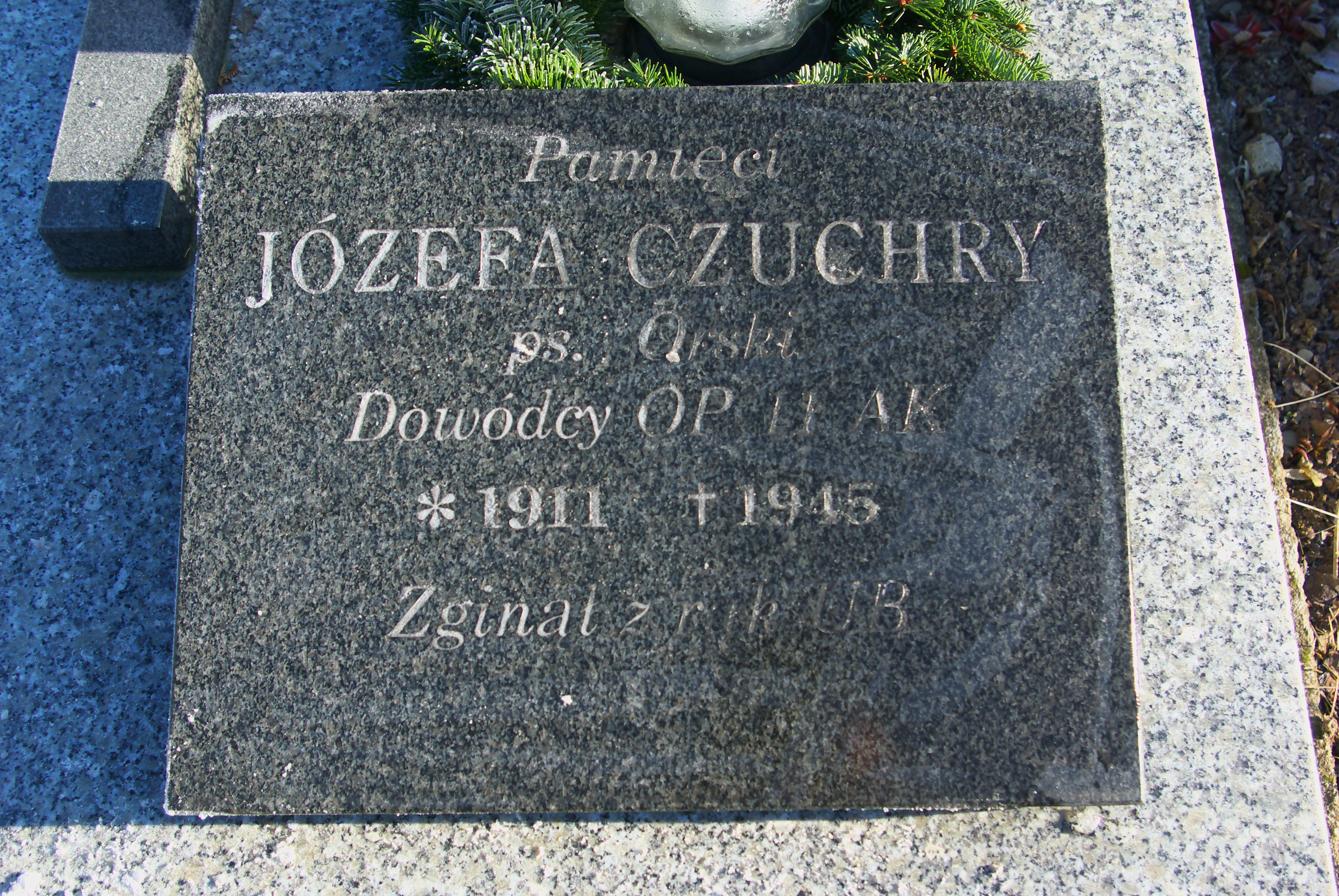
Upamiętnienie Józefa Czuchry na grobie Heleny Czuchry

Józef Czuchra został symbolicznie upamiętniony na grobie Heleny Czuchry (1911–1986) na Cmentarzu Komunalnym w Krośnie.